# Рама II (роман)
«Рама II» (англ. Rama II) — фантастичний роман Джентрі Лі та Артура Кларка, написаний в 1989 році. Роман є другою частиною циклу «Рама». Написаний переважно Лі, «Рама II» має виразно відмінний від оригіналу стиль написання, з більш персоніфікованою оповіддю та ближчим до сучасного мислення, атмосфери та людських стосунків, ніж більш футуристичні тони першого роману. «Рама II» — перший роман «нової» серії про Раму, оскільки «Зустріч з Рамою» не завжди вважається її частиною. Серія «Рама» включає ще два продовження: «Сад Рами» та «Рама об'явлений».

## Сюжет
2200 рік. Через 70 років після подій у першому романі, в Сонячну систему прибуває другий корабель «Рама».
Людство за ці роки пережило жахливу економічну кризу, що відкинуло його назад в освоєнні космосу і зосередило на вирішенні економічних і політичних проблем на Землі.
Експедиція землян на двох кораблях із науковцями, військовими та журналістами, вивчивши записи першої зустрічі, вирушає розгадувати загадки «Рами». Розповідь ведеться від імені лікаря експедиції Ніколь Жардін.
Члени команди науковець Девід Браун і його коханка журналістка Франческа Сабатіні уклали таємний контракт із видавництвом на мемуари про цю місію. І коли керівник експедиції генерал Валерій Борзов не включає Брауна в склад першої групи, що заходитиме в «Раму», Франческа, що звикла добиватись свого будь-якими засобами, підсипає генералу в келих ліки, що посилюють біль. Під час операції на імовірний апендицит «Рама» здійснює корекцію орбіти раніше очікуваного, і в результаті збігу малоймовірних обставин генерал гине від скальпеля робота-хірурга.
Браун фактично стає керівником експедиції і на вимогу Франчески дозволяє візуально ефектне полювання на біотів. Під час полювання крабовидні біоти агресивно обороняються і в прямому ефірі гине журналіст Реджі Вілсон, якого біоти рубають на шматки, як звичні їм поламані речі.
Земля наказує припинити експедицію. Професор Такагісі вночі по льодові пробирається на острів «Нью-Йорк», щоб востаннє поглянути на нього. Йдучи на звук, він опиняється в лігві окто-павука і вмирає від серцевого нападу.
Девід залишає Франческу і Ніколь шукати професора вдвох, і коли Ніколь падає в глибоку вертикальну яму, Франческа залишає її помирати.
Ніколь у ямі рятують від голоду два достатньо розумні птахи, скидаючи їй їстівні плоди, схожі на амулет, що дав їй прадідусь — шаман племені сенуфо. Вона назвала ці плоди манно-динями (англ. manna melons). Коли в яму приходить ремонтуватись робот-сороконіжка, Ніколь прив'язує до нього канат і вибирається з ями. Птахи запрошують Ніколь до себе додому в підземний лабіринт.
Всупереч наказу, інженер Річард Вейкфілд йде на пошуки і знаходить Ніколь. Вивчаючи підземні лабіринти, Річард і Ніколь розгадують їх схему і за допомогою роботів-ляльок (хобі Річарда) уникають зустрічі з окто-павуком.
Знайшовши комп'ютерну консоль, Річард розгадує її систему команд. Консоль управляє виробництвом довільних предметів на таємничому заводі.
Команда не відповідає по радіо і їм немає на чому переплисти море. Річард переконує птахів перенести їх. Знайшовши біля берега біотів-копій членів експедиції на попереднього «Раму», вони розуміють, що кораблі підтримають зв'язок між собою.
За час порятунку Рама змінив курс і прямує до Землі. Військові отримують наказ активувати привезені ядерні бомби. Генерал О'Тул — католик, він припускає, що на кораблі є живі створіння, яких він вважає старшими братами людей, і відмовляється виконати наказ. Команда відлітає без генерала, залишивши йому рятувальну капсулу. До «Рами» наближаються ракети, запущені з Землі.
Генерал зустрічає Ніколь і Річарда і пропонує їм удвох рятуватись в одномісній капсулі. Річард попереджує «Раму» через знайдену консоль. У Ніколь видіння, що радить їй назавжди залишитись на «Рамі». «Рама» успішно захищається від вибухів ракет і пришвидшується, щоб розминутись з Землею.